# Suntan
Suntan est un cultivar de pommier domestique créé en 1956 par HM Tydeman (East Malling Research Station) en Angleterre par croisement de la 'Cox's Orange Pippin' x 'Court-Pendu Plat'.

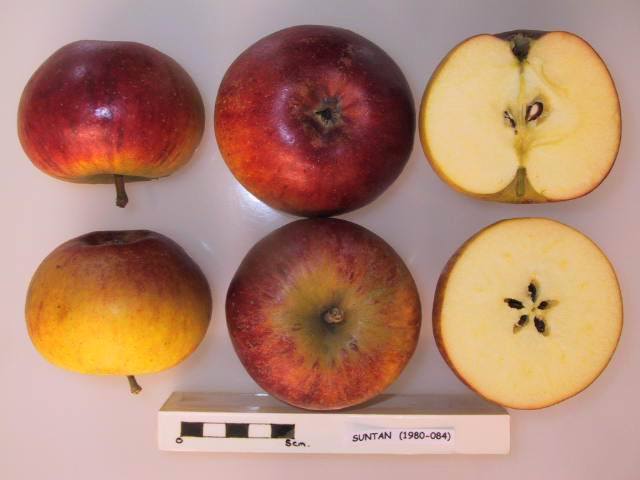
Pommes "Suntan".

## Description
La Suntan est une pomme ressemblant beaucoup à la Cox's Orange Pippin mais un peu plus acide.
Son odeur très parfumée rappelle l'ananas.

## Culture
Le pommier 'Suntan' est un arbre peu sensible à la tavelure. Il est peu exigeant en fumure.
Matures à la mi-octobre, ses pommes se conservent jusqu'en mars.